# Rasheed Broadbell
Rasheed Broadbell (13 agosto 2000) è un ostacolista giamaicano, medaglia di bronzo nei 110 metri ostacoli ai Giochi olimpici di Parigi 2024.

## Progressione

### 110 metri ostacoli
| Stagione | Misura | Luogo    | Data      | Rank. Mond. |
| -------- | ------ | -------- | --------- | ----------- |
| 2023     | 13"09  | Rabat    | 28-5-2023 |             |
| 2022     | 12"99  | Losanna  | 26-8-2022 |             |
| 2021     | 13"10  | Kingston | 22-5-2021 |             |
| 2020     | 13"47  | Kingston | 18-7-2020 |             |

## Palmarès
| Anno | Manifestazione          | Sede       | Evento   | Risultato  | Prestazione | Note                                     |
| ---- | ----------------------- | ---------- | -------- | ---------- | ----------- | ---------------------------------------- |
| 2022 | Mondiali                | Eugene     | 110 m hs | Semifinale | 13"27       |                                          |
| 2022 | Giochi del Commonwealth | Birmingham | 110 m hs | Oro        | 13"08       | [ 1 ]                                    |
| 2023 | Mondiali                | Budapest   | 110 m hs | Batteria   | dq          |                                          |
| 2024 | Giochi olimpici         | Parigi     | 110 m hs | Bronzo     | 13"09       | Miglior prestazione personale stagionale |

## Altre competizioni internazionali
2019
- Oro ai CARIFTA Games U20 ( George Town), 110 metri hs - 13"26

2022
- Oro all'Athletissima ( Losanna), 110 m hs - 12"99
- Argento al Weltklasse Zürich ( Zurigo), 110 m hs - 13"06

2023
- Oro al Meeting international Mohammed VI d'athlétisme de Rabat 2023 ( Rabat), 110 m hs - 13"08
- Oro all'Athletissima ( Losanna), 110 m hs - 13"10

2025
- Bronzo alla Shanghai Diamond League ( Shaoxing), 110 m hs - 13"24
- Oro al Doha Diamond League ( Doha), 110 m hs - 13"14